# Edita Sedláková-Hermannová
Svobodník Edita Sedláková-Hermannová (rozená Hermannová, 3. března 1926 Plzeň – 5. října 1945 poblíž Eivethamu, Hampshire) byla česká příslušnice ženských jednotek WAAF Royal Air Force židovského původu v britské armádě během druhé světové války, členka československého odboje, operátorka a radistka, jedno z tzv. Wintonových dětí. Zahynula po konci války při letecké nehodě v Anglii během návratu do Československa, jako jediná Čechoslovenka ve službě RAF v rámci nasazení ve druhé světové válce.

## Život
Narodila se nejspíš v Plzni, kde její rodina žila v domě v Nerudově ulici čp. 19. Po vzniku Protektorátu Čechy a Morava roku 1939, de facto záboru Československa nacistickým Německem, se z důvodu rostoucí perzekuce protektorátními úřady pod vlivem tzv. Norimberských zákonů kvůli židovskému původu jí rodiče zařadili do uprchlického programu organizovaného Nicholasem Wintonem, v červenci 1939 odjela jedním z vlaků do Velké Británie, kde vyrůstala v britské rodině. Vystudovala a pracovala jako švadlena.
Po dosažení věku 17 se přihlásila do WAAF, ženských pomocných leteckých sborů, kde nastoupila službu 11. října 1943. Jako operátorka a radistka sloužila na několika leteckých základnách v Anglii, mj. na letištích, kde operovaly československé letecké perutě RAF. Po dobu války sloužilo u WAAF přibližně dvacet československých občanek.
Na letecké základně Manston se seznámila s letcem 311. československé bombardovací perutě Srg. Zdeňkem Sedlákem (1912–1945), se kterým krátce po skončení války, 14. května 1945, uzavřela sňatek a přijala jméno Sedláková. Plánovali společný život ve vlasti, Sedláková se s manželem rozhodli tajně opustit Velkou Británii a odjet na líbánky do ČSR. Sedláková přitom měla být demobilizována až za měsíc, 14. listopadu.

### Úmrtí
5. října 1945 nastoupili Edita Sedláková a Zdeněk Sedlák do transportního letadla B-24 Liberator GR-VI startujícího z letecké základny Blackbushe Airfield ke služebnímu letu na letiště Praha Ruzyně. (Byla vyřazena ze seznamu cestujících, ale manžel Zdeněk, ji na palubu letounu přesto dostal, jako černého pasažéra). Krátce po startu začal vinou technické závady letounu hořet motor a pilot letadla Kudláček se pokusil o návrat na letiště, letoun však ztratil výšku a havaroval poblíž Eivethamu v hrabství Hampshire, nedaleko anglického pobřeží. Všech 24 osob na palubě při nehodě zahynulo. Edita Sedláková byla s manželem a dalšími oběťmi havárie pohřbena na vojenském hřbitově Brookwood Cemetery v hrabství Surrey.
Roku 2017 byla z iniciativy jejího synovce Michaela Hermanna a ÚMO 3 na domě, kde Sedláková vyrůstala, umístěna pamětní deska s fotografií.